# Hans Jacoby (Drehbuchautor)
Hans Jacoby (* 23. Oktober 1904 in Breslau; † 31. Oktober 1963 in Zürich) war ein deutscher Drehbuchautor.

## Leben
Er kam gegen Ende der 1920er-Jahre zum Film, als er mit Georg C. Klaren sein erstes Drehbuch, Sensation im Wintergarten, verfasste. In den frühen 1930er-Jahren verkaufte er einige Geschichten an Filmproduktionsgesellschaften, ohne bei Verfilmungen als Autor genannt zu werden. Stand er noch am Anfang seiner Karriere, floh er nach der „Machtergreifung“ der Nationalsozialisten 1933 aus Deutschland nach Spanien. Dort verfasste er für den Mit-Emigranten Hans Behrendt das Drehbuch zu Doña Francisquita (1934). Kurz nach Ausbruch des spanischen Bürgerkriegs emigrierte Jacoby weiter nach Rom und schließlich nach Paris. Dort nannte er sich Jean Jacobi oder Jean Jacot – letzteres Pseudonym vor allem in Filmen des ebenfalls aus Deutschland geflohenen Gregor Rabinowitsch. Der Beginn des Zweiten Weltkriegs verhinderte eine Weiterarbeit in Frankreich. 1941 gelang ihm die Flucht in die Vereinigten Staaten, wo er eine Stelle bei den Universal Pictures bekam. Später war er als Co-Drehbuchautor auch für andere Filmgesellschaften tätig, darunter drei Tarzan-Filme. Seinen deutschen Namen „Hans“ tauschte er in dieser Zeit, als der Nationalsozialismus und der Zweite Weltkrieg das Bild von Deutschland prägte, zumeist in „John“ um.
Seine erfolgreichste Zeit erlebte Hans Jacoby nach seiner Rückkehr nach Deutschland, angefangen mit dem Verfassen der Drehbücher für einige Filme mit Heinz Rühmann zwischen 1957 und 1961. Zuletzt arbeitete Jacoby häufig gemeinsam mit dem Kollegen István Békeffy zusammen. Hans Jacoby starb einen Monat vor der Premiere seines letzten Films, dem Lustspiel Es war mir ein Vergnügen.

## Filmografie (Auswahl)
Auswahl von Filmen, zu denen Hans Jacoby das Drehbuch verfasst hat. Nicht erwähnt sind Filme, bei denen Hans Jacoby Ideen- oder Story-Lieferant, jedoch nicht Drehbuchautor war sowie jene Filme zu Beginn der 1930er-Jahre, als Hans Jacoby seine Drehbücher an diverse Filmgesellschaften verkaufte und nicht als Drehbuchautor erwähnt wurde:
- 1929: Sensation im Wintergarten
- 1934: Doña Francisquita
- 1936: La Millona
- 1937: Tarakanova
- 1938: Gibraltar
- 1939: Dezembernacht (Nuit de décembre)
- 1940: Ohne ein Morgen (Sans lendemain)
- 1942: Neun Kinder und kein Vater (The Amazing Mrs. Holliday)
- 1944: Tarzan und die Amazonen (Tarzan and the Amazons)
- 1945: Tars and Spars
- 1949: Tarzan und das Sklavenmädchen (Tarzan and the Slave Girl)
- 1951: Sirocco – Zwischen Kairo und Damaskus (Sirocco)
- 1952: Tarzan, der Verteidiger des Dschungels (Tarzan’s Savage Fury)
- 1953: Rummelplatz der Liebe (auch Produktionsleiter)
- 1954: Bildnis einer Unbekannten
- 1954: Stranger from Venus
- 1957: Der tolle Bomberg
- 1957: Vater sein dagegen sehr
- 1958: Herz ohne Gnade
- 1958: Es geschah am hellichten Tag
- 1958: Der Mann, der nicht nein sagen konnte
- 1958: Die Halbzarte
- 1959: Menschen im Hotel
- 1959: Ein Mann geht durch die Wand
- 1959: Das Totenschiff
- 1960: Mit Himbeergeist geht alles besser
- 1960: Der brave Soldat Schwejk
- 1960: Das schwarze Schaf
- 1961: Max, der Taschendieb
- 1961: Der Lügner
- 1962: Straße der Verheißung
- 1962: Axel Munthe – Der Arzt von San Michele
- 1963: Ein fast anständiges Mädchen
- 1963: Es war mir ein Vergnügen